# Edvin Ryding
Lars Edvin Folke Ryding (Estocolmo, 4 de febrero de 2003) es un actor sueco, conocido por representar el papel de Wilhelm de Suecia en la serie Jóvenes altezas de Netflix.
Debutó en la serie de televisión Mannen under trappan en 2009. Desde entonces ha actuado en varias otras producciones como Fröken Frimans krig, Kronjuvelerna, The Stig-Helmer Story, Gåsmamman, Nobels testamente y varias de las películas sobre Annika Bengtzon producidas en 2011. Fue la voz del personaje principal en la película de animación infantil sueca-danesa Resan till Fjäderkungens rike.

## Biografía
Nació el 4 de febrero de 2003 en Estocolmo, Suecia. Es mayormente conocido por su papel protagónico en la serie de Netflix, Young Royals, donde interpreta a Wilhelm, príncipe de Suecia.

## Carrera
Ryding debutó en la serie de televisión Mannen bajo el nombre de Trappan en 2009 a la edad de 6 años. Desde entonces ha actuado en varias otras producciones como Fröken Frimans krig, The Crown Jewels, The Stig-Helmer Story, Gåsmamman,  y varias de las películas sobre Annika Bengtzon producidas en 2011. 
Se hizo conocido internacionalmente debido a su interpretación del príncipe Guillermo en la serie de Netflix Young Royals.
Desempeñó el papel de voz principal en la película animada infantil en sueco Resan till Fjäderkungens rike. Ryding apareció en la lista Forbes 30 Under 30 de 2022. 
En 2024, apareció en la película de Netflix A Part of You, con la también actriz y cantante sueca Zara Larsson.  En 2025, hizo su debut en Hollywood al protagonizar la película de terror 28 Years Later, dirigida por Danny Boyle, junto a Jodie Comer. 

## Filmografía

### Película
| Año  | Título                             | Role               | Notas               | Ref.   |
| ---- | ---------------------------------- | ------------------ | ------------------- | ------ |
| 2011 | The Stig-Helmer Story              |                    |                     | [ 8 ]  |
| 2011 | The Crown Jewels                   | Richard Persson    |                     | [ 8 ]  |
| 2012 | Nobel's Last Will                  | Kalle              |                     |        |
| 2012 | Prime Time                         | Kalle              |                     |        |
| 2012 | Studio Sex                         | Kalle              |                     |        |
| 2012 | Den röda vargen                    | Kalle              |                     |        |
| 2012 | Livstid                            | Kalle              |                     |        |
| 2012 | En plats i solen                   | Kalle              |                     |        |
| 2013 | IRL                                | Lillebror Jonas    |                     |        |
| 2014 | Beyond Beyond                      | Johan              | Voz                 |        |
| 2014 | Mr. Peabody & Sherman              | Mason, Tutankhamun | Voz (versión sueca) | [ 9 ]  |
| 2014 | Paddington                         | Jonathan           | Voz (versión sueca) |        |
| 2015 | Jönssonligan – Den perfekta stöten | Young Charles      |                     | [ 10 ] |
| 2016 | Om allt vore på riktigt            | Josef              |                     |        |
| 2016 | Kubo and the Two Strings           | Kubo               | Voz (versión sueca) |        |
| 2016 | Paddington 2                       | Jonathan           | Voz (versión sueca) | [ 11 ] |
| 2020 | Onward                             | Ian Lightfoot      | Voz (versión sueca) |        |
| 2020 | Dolittle                           | Stubbins           | Voz (versión sueca) |        |
| 2021 | Don't Look Up                      | Yule               | Voz (versión sueca) | [ 11 ] |
| 2023 | Avgrunden                          | Simon              |                     | [ 12 ] |
| 2024 | En del av dig                      | Noel               |                     |        |
| 2025 | 28 Years Later                     | Erik Sundqvist     |                     |        |

### Televisión
| Año       | Título                                    | Role               | Notas                                          | Ref.   |
| --------- | ----------------------------------------- | ------------------ | ---------------------------------------------- | ------ |
| 2009      | Mannen under trappan                      | Fabián Kreutz      |                                                |        |
| 2013      | Biciklo - Supercykeln                     | Valle Forslin      |                                                |        |
| 2013–2017 | Fröken Frimans krig                       | Gunnar Andersson   |                                                |        |
| 2014      | Bastuklubben                              | El joven Jarmo     |                                                |        |
| 2015–2024 | Gåsmamman                                 | Linus Ek           | Rol principal                                  | [ 13 ] |
| 2018      | Storm på Lugna gatan                      | Silvestre          |                                                |        |
| 2018-2024 | Craig of the Creek                        | Craig Williams     | Voz (versión sueca, primera voz)               | [ 11 ] |
| 2019–2020 | Älska mig                                 | Víctor             |                                                | [ 14 ] |
| 2020      | High School Musical: el musical: la serie | Ricky              | Voz (versión sueca)                            | [ 11 ] |
| 2020      | María Wern                                | Elliot             |                                                |        |
| 2021–2024 | Young Royals                              | Príncipe Guillermo | Rol principal También voz en doblaje en inglés | [ 15 ] |
| 2021      | Hellenius Hörna                           | Ser                |                                                |        |
| 2021      | Arcane                                    | Ekko               | Voz (versión sueca)                            |        |
| 2023      | Big Mouth                                 | Niklas             | Voz (papel de invitado)                        |        |
| 2025      | A Life's Worth                            | Hebra              | Rol principal                                  |        |

## Premios y nominaciones
| Otorgar                                     | Año  | Categoría                                | Obra nominada | Resultado | Ref.   |
| ------------------------------------------- | ---- | ---------------------------------------- | ------------- | --------- | ------ |
| Festival Internacional de Cine de Estocolmo | 2021 | Estrella en ascenso                      | Young Royals  | Ganador   | [ 16 ] |
| Premios Gaygalan                            | 2022 | Mejor dúo (compartido con Omar Rudberg ) | Young Royals  | Ganador   | [ 17 ] |
| Cristales                                   | 2022 | Mejor actor                              | Young Royals  | Ganador   | [ 18 ] |
| Premios Gaygalan                            | 2023 | Estrella de televisión del año           |               | Ganador   | [ 19 ] |